# Сельское хозяйство Турции
Сельское хозяйство Турции — отрасль турецкой экономики. Обеспечивает доход в 62,7 млрд долл. и занятость в 6,1 миллиона человек (2011). Сельским хозяйством занимаются преимущественно в южных областях Турции — Анталии, Мерсины, Хатайи, Муглы, Газиантепа.

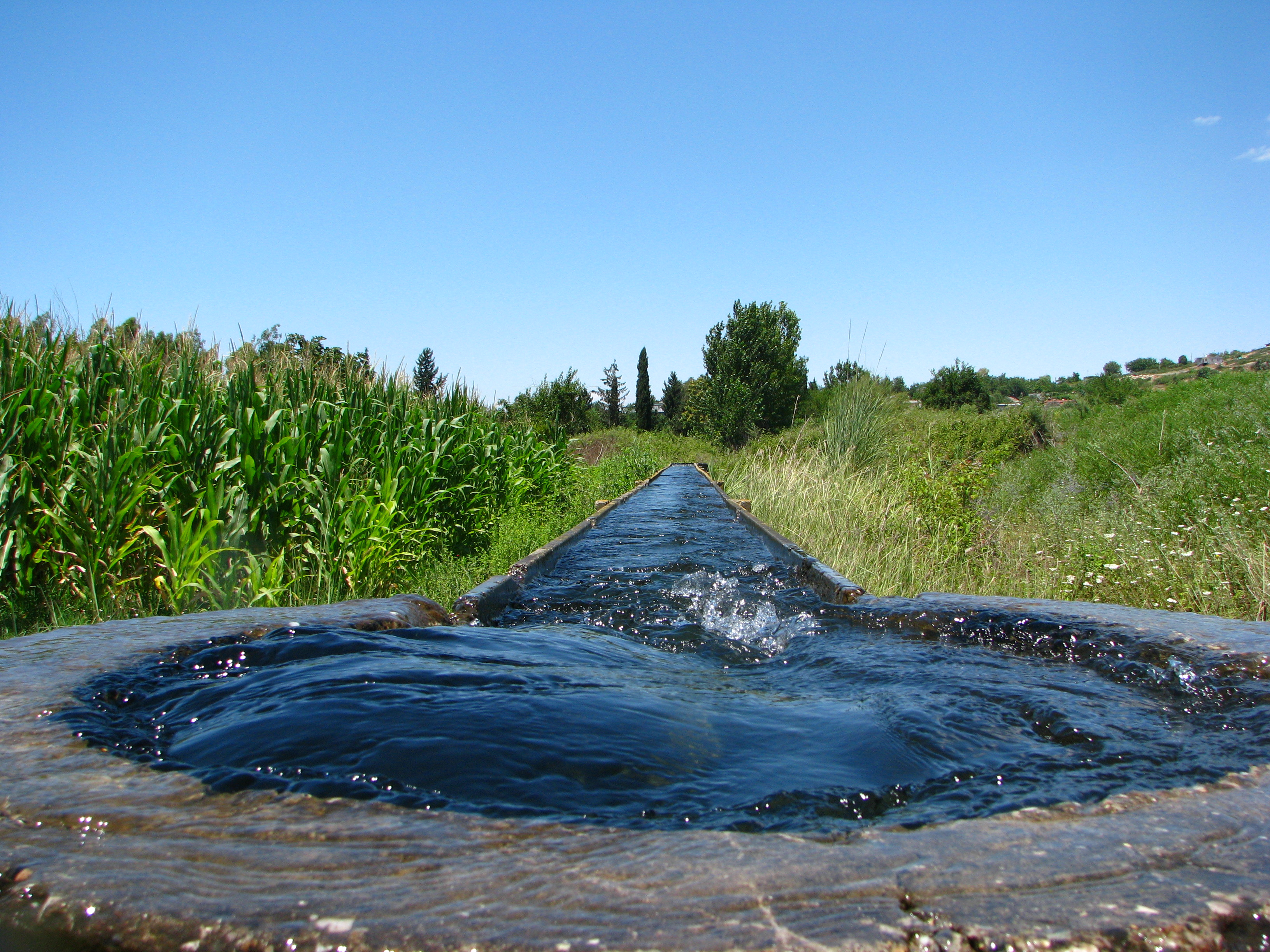
Ирригационное хозяйство Турции

В прибрежных районах Турции население занимается рыболовством. В Измирском, Бурсском, Кайсерийском районах распространено пчеловодство. До Первой мировой войны Турция была основным поставщиком шёлка на мировом рынке.
Продукция сельского хозяйства поставляется в страны Европы, Россию (Россия является основным рынком экспорта цитрусовых для Турции), на Украину, в Ирак, арабские страны. 
28 ноября 2015 года, после того, как турецкие войска сбили российский военный самолёт, в РФ был введён запрет на ввоз турецкой сельскохозяйственной продукции, включая баклажаны, гранаты, апельсины, мандарины, тушки и субпродукты домашних кур и индеек, репчатый лук и лук шалот, цветную капусту, брокколи, огурцы и корнишоны, виноград, яблоки, груши, абрикосы, персики, включая нектарины, сливы и терн, землянику и другую продукцию. В октябре 2016 и марте 2017 года эмбарго было снято. 

## Рельеф и климатические условия

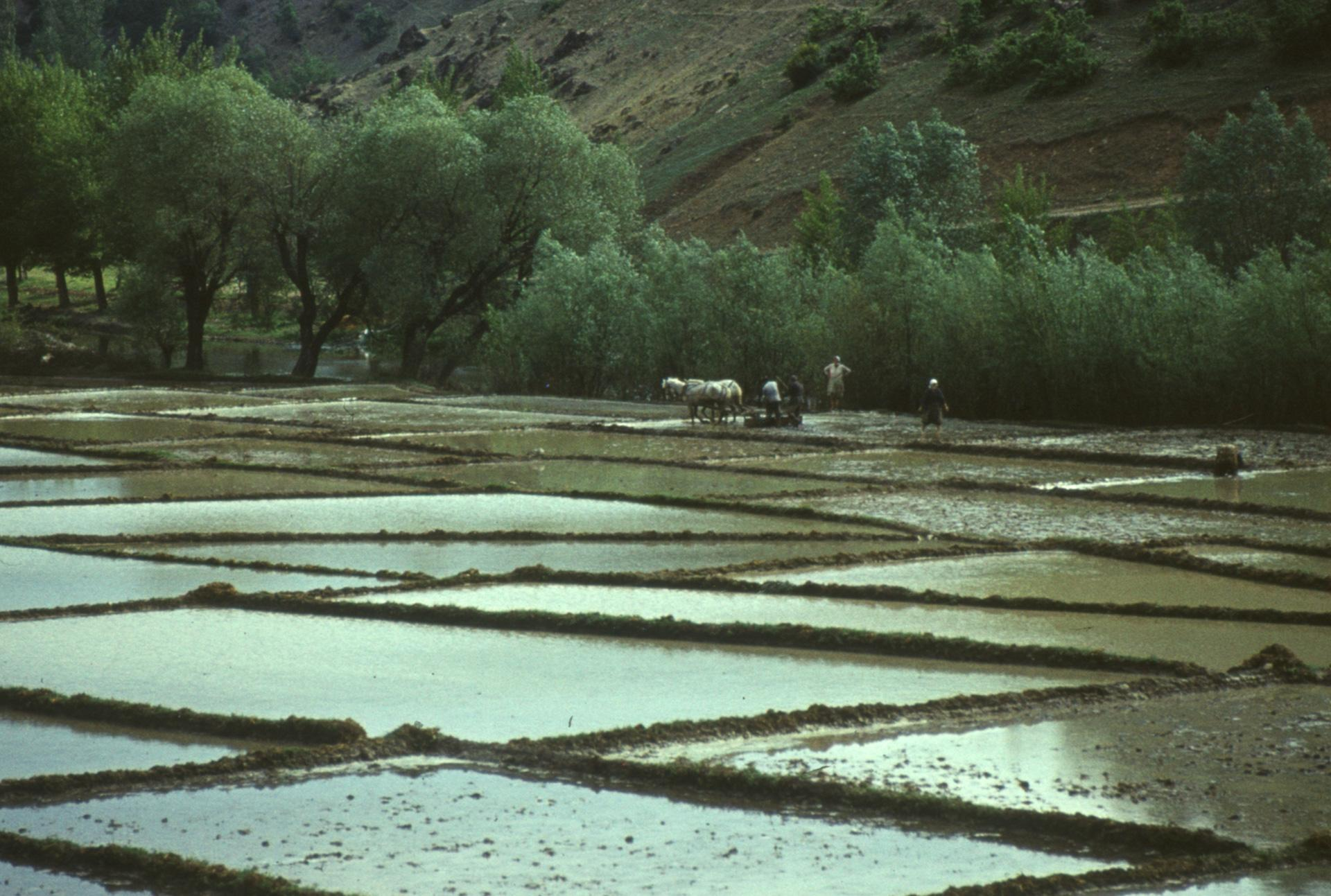
Турецкие рисовые поля

Около 26,3 млн га территории Турции используется для сельского хозяйства. 
Высотный рельеф — 55,9 % территории Турции и имеет высоту 1000 метров. Преобладающий средиземноморский климат позволяет выращивать теплолюбивые растения: цитрусовые, оливки, орехи, чай, табак, хлопок и кукурузу.
В Турции преобладают горные, маломощные и малоплодородные почвы, поэтому такие почвы в основном используют как пастбища. На прибрежных равнинах, в речных долинах встречаются плодородные аллювиальные почвы и краснозёмы.
Возделывается 27 % земель. Запасы пресной воды составляют 213,6 км³.
В Турции в основном занимаются растениеводством (примерно 58 %). Доля животноводческой продукции составляет около 30 %, продукции по производству льна — 6 %, рыболовство — 1 %. 

## Растениеводство
58 % сельского хозяйства Турции составляет растениеводство. В западной части страны расположены орошаемые пашни. Около 85 % засеиваемых площадей составляют зерновые культуры. Пшеницей засевается площадь около 9 млн га. 10 % территории занимают фрукты, 7,6 % — масличные культуры, 2,5 % — хлопчатник.
Около 90 % пшеницы стране потребляется в виде хлеба, 1 % — для пшеничной каши («булгур») и 2 % — для макаронных изделий.
В Турции преобладает трёхполье и двуполье. Паровые земли используются для пастбищ.
Турция — мировой лидер по урожаю лесных орехов, вишен, фиников, абрикосов, айвы и гранатов. Фруктов и орехов экспортируется на 3,8 млрд долл. 
Турция также занимает второе место по урожаю арбузов, огурцов и нута; третье по баклажанам, зелёному перцу, чечевице и фисташкам; четвёртое по томатам, луку и оливкам; пятое по сахарному тростнику; шестое по табаку, чаю и яблокам; 
седьмое по хлопку и ячменю, восьмое по миндалю; 
девятое по пшенице, ржи и грейпфрутам; 
десятое по лимонам. 
В Турции производится 13 млн тонн томатов, намного превосходя внутренние потребности.
На 2024 год Турция экспортирует кофе в 146 стран мира. В 2019 году было экспортировано кофе на сумму 19,3 млн долл. В 2023 этот показатель составил 57 млн 491 тыс. долл. В 2023 году было экспортировано 8 тыс. 652 тонны кофе. Первыми тремя странами по объёму экспорта стали Сирия, Белоруссия и Россия.

## Животноводство
На 1994 год в Турции насчитывалось 36 млн голов овец, крупного рогатого скота — около 12 млн голов, коз — 10 млн голов. Крупный рогатый скот содержался ради молока, мяса и шкур, овцы — для производства шерсти для ковроткачества и мяса, козы — для производства шерсти и молока.

## Статистика
| Основная информация                      | Турция (2002) | Сельское хозяйство (2002) | Доля сельского хозяйства (в %) (2002) | Tурция (2011) | Сельское хозяйство (2011) | Доля сельского хозяйства (в %) (2011) |
| ---------------------------------------- | ------------- | ------------------------- | ------------------------------------- | ------------- | ------------------------- | ------------------------------------- |
| Население (миллионы чел.)                | 69,3          | 23,7                      | 34,2                                  | 74,7          | 17,3                      | 23,2                                  |
| Занятость (в миллионах чел.)             | 21,3          | 7,4                       | 34,9                                  | 24,1          | 6,1                       | 25,5                                  |
| Национальный доход (в млрд долларов США) | 230,5         | 23,7                      | 10,3                                  | 772,3         | 62,7                      | 8,1                                   |
| Доход на душу населения ($)              | 3492          | 1064                      | 28,6                                  | 10444         | 3653                      | 35,0                                  |
| Экспорт (млрд. долларов США)             | 36,0          | 4,0                       | 11,2                                  | 134,9         | 15,3                      | 11,3                                  |
| Импорт (млрд. долларов США)              | 51,5          | 3,9                       | 7,7                                   | 240,8         | 17,6                      | 7,3                                   |

В 2023 году экспорт сельскохозяйственной продукции составил 31 млрд долл.

## Организационная система
Управляющим органом является Министерство сельского и лесного хозяйства Турции.
С сентября 2024 года планируется ввод в действие единой системы регистрации фермеров, которая будет содержать информацию о наиболее урожайных для отдельно взятых регионов сельскохозяйственных культурах.